# ウィリアム・マクレー (1765年生の政治家)
ウィリアム・マクレー（William Maclay, 1765年3月22日 – 1825年1月4日）は、ペンシルベニア州選出のアメリカ合衆国下院議員。

## 生涯
マクレーはペンシルベニア州のフランクリン郡ラーガン郡区で誕生した。地元の学校に通った後、法律を学び、1800年に弁護士として認可を受けて同州チェンバーズバーグで開業した。1805年と1806年にフランクリン郡の郡政委員を務めた。1807年と1808年に同州下院議員を務め、1809年にカンバーランド地区の陪席判事を務めた。
マクレーは1814年の連邦下院議員選挙に民主共和党から立候補して初当選し、連邦下院議員を1815年から1819年まで2期4年務めた。1825年にペンシルベニア州ラーガンで死去し、ミドルスプリングス墓地に埋葬された。